# ساتیاکی
ساتیاکی (انگلیسی: Satyaki)، یک مرد قدرتمند قوم یدوه رئیس قوم یدوه نارایانی سنا، متعلق به قبیله وریشنی بود که کریشنا نیز به آن تعلق داشت.